# Агрополі
Агрополі, Аґрополі (італ. Agropoli, сиц. Aruòpule) — муніципалітет в Італії, у регіоні Кампанія,  провінція Салерно. Найнаселеніше місто області Чиленто.
Агрополі розташоване на відстані близько 270 км на південний схід від Рима, 85 км на південний схід від Неаполя, 45 км на південний схід від Салерно.
Населення — 21 226 осіб (2014).
Щорічний фестиваль відбувається 29 червня. Покровитель — Петро (апостол).

## Галерея зображень

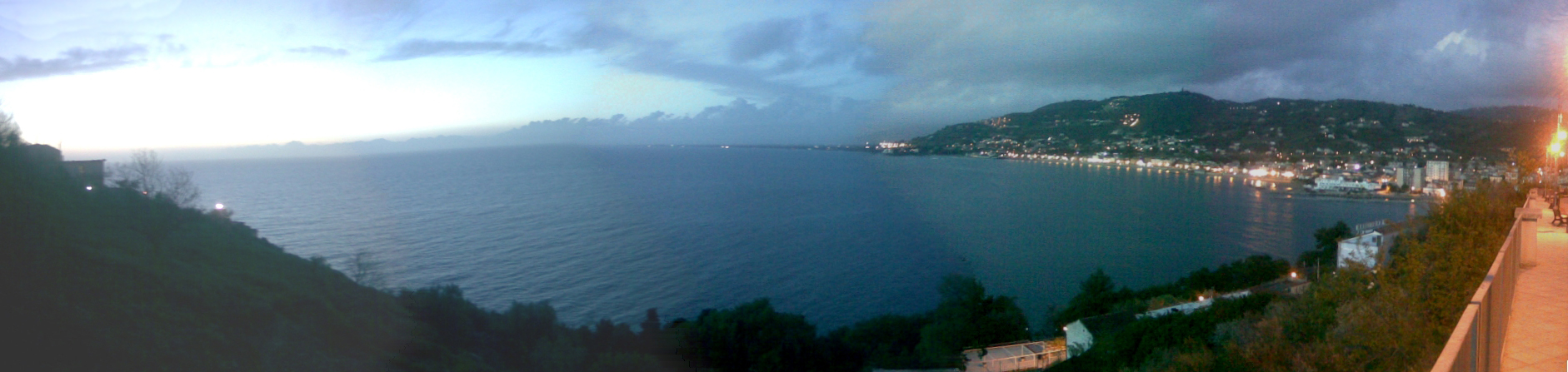
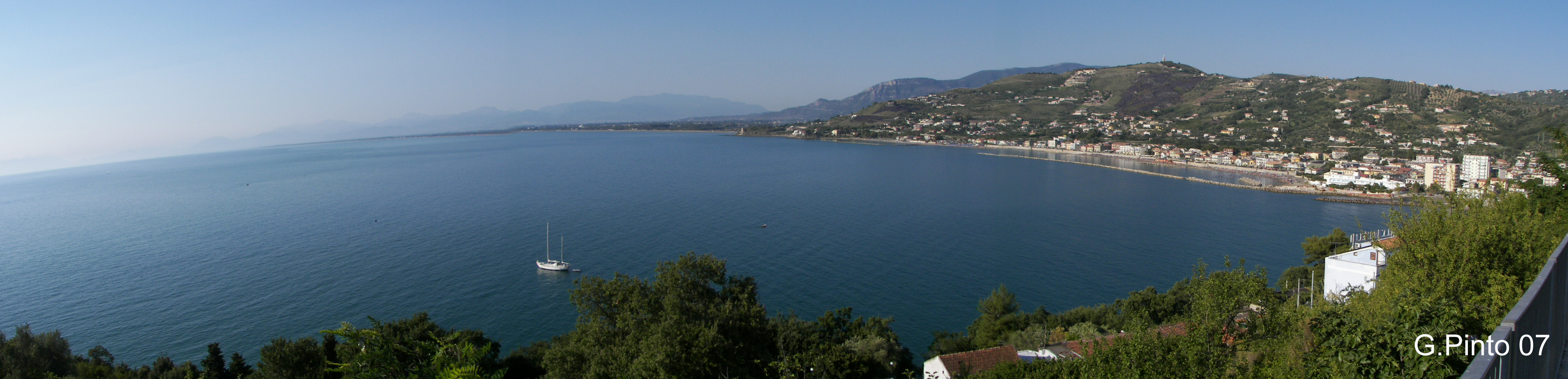
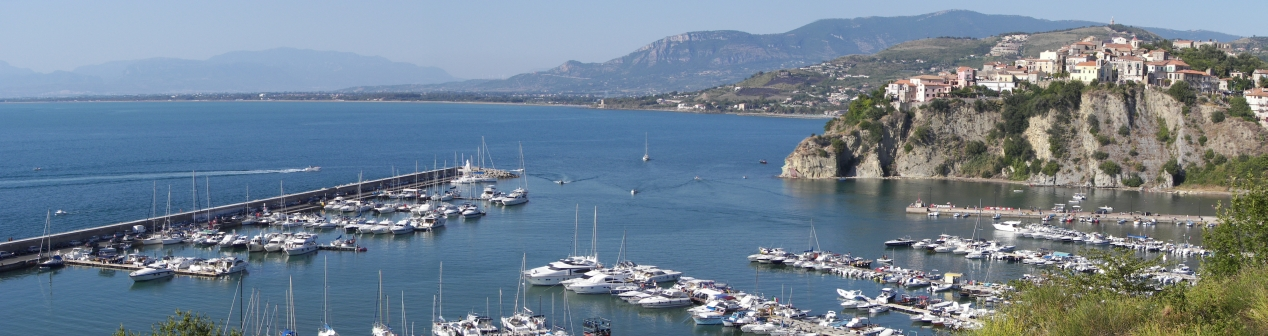
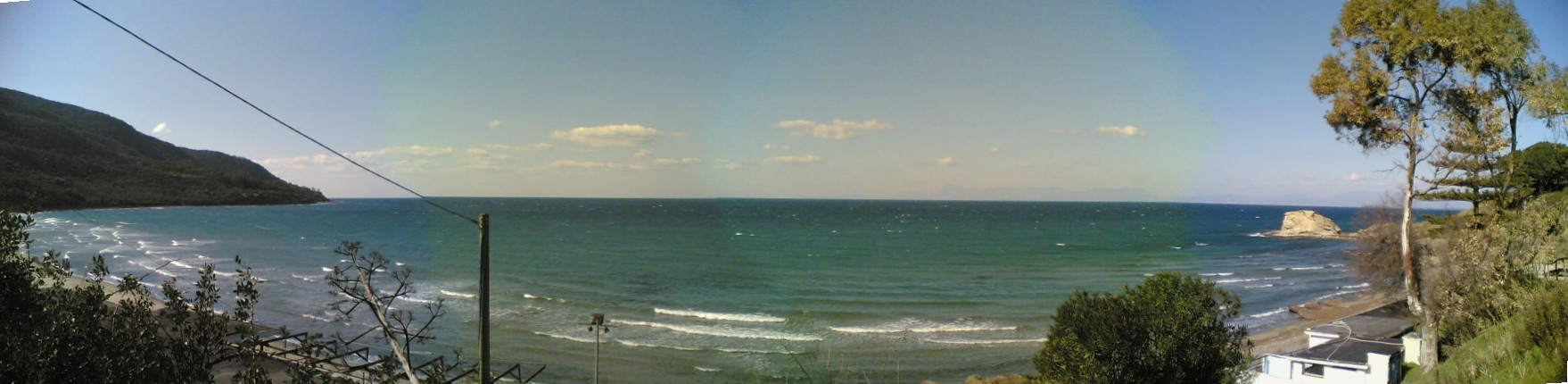

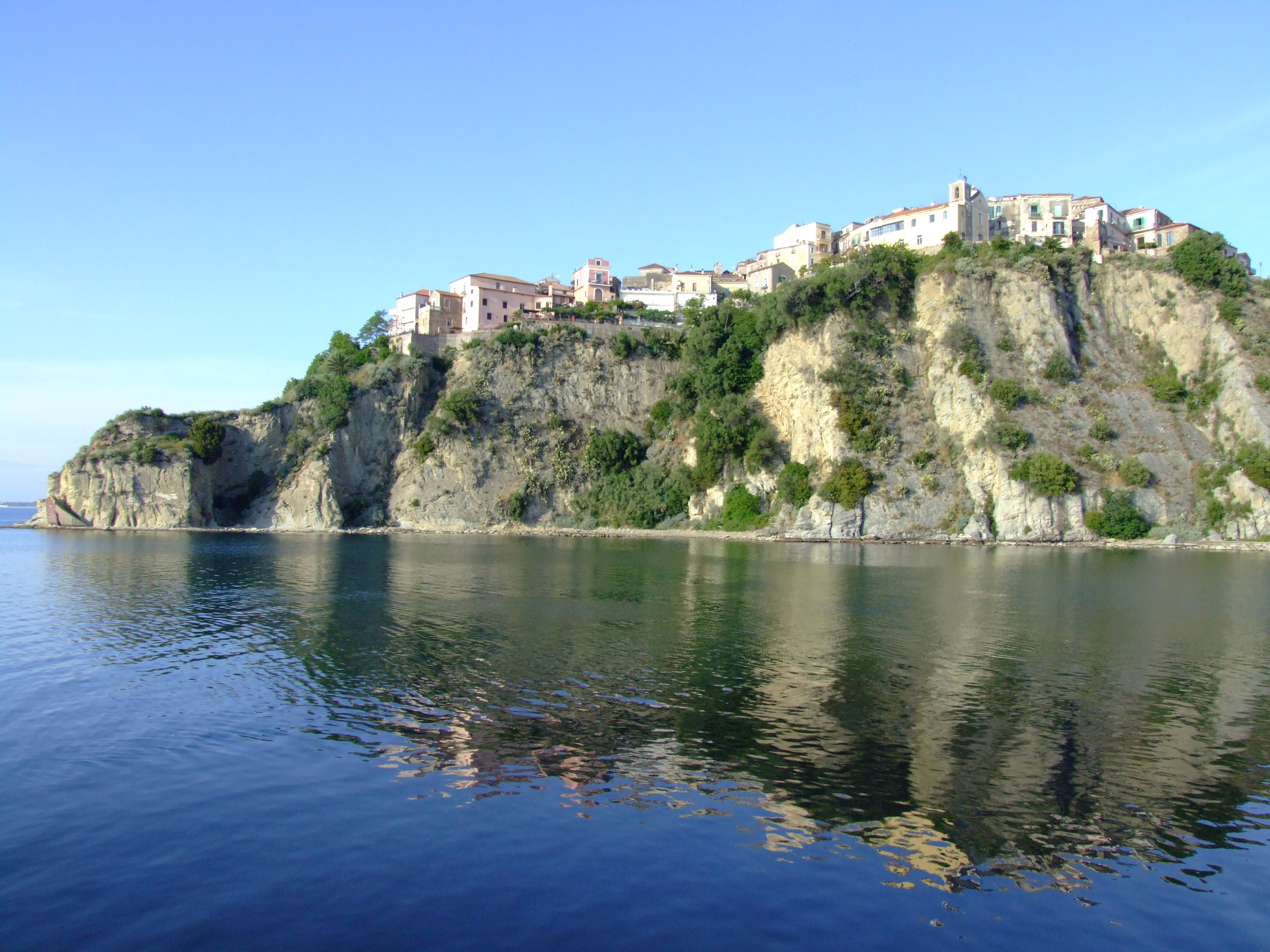
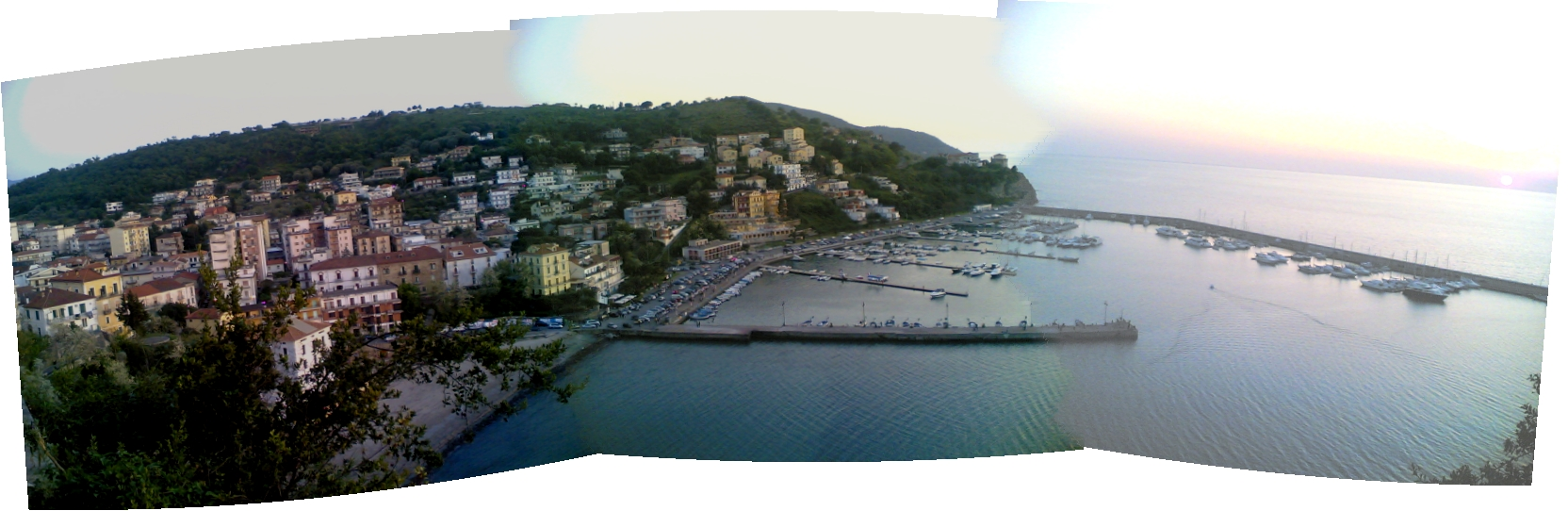

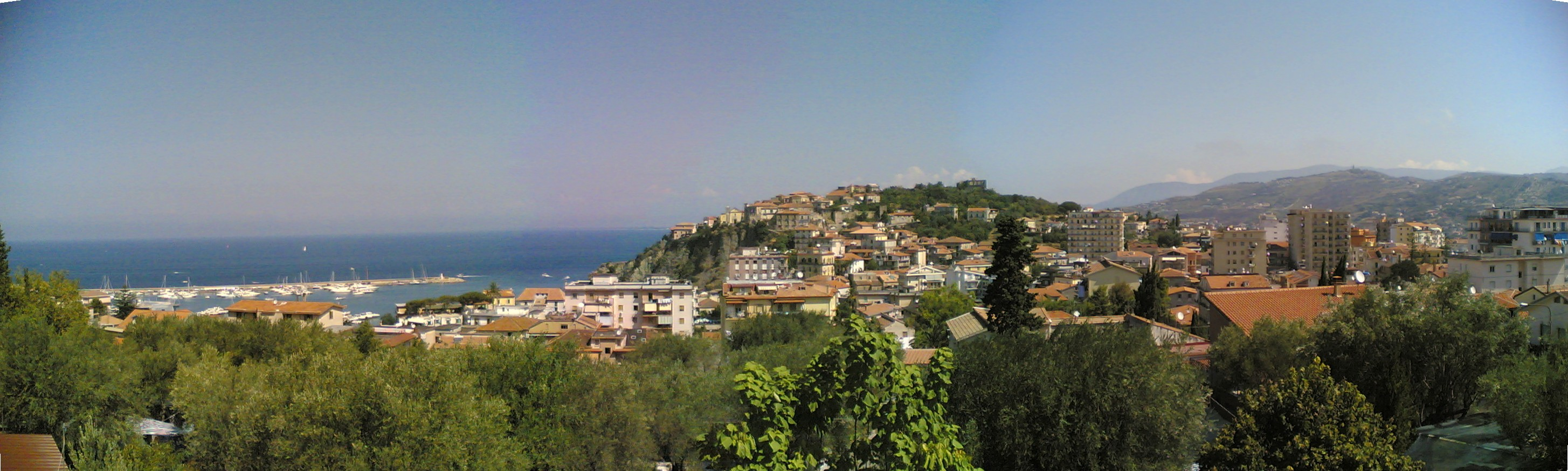
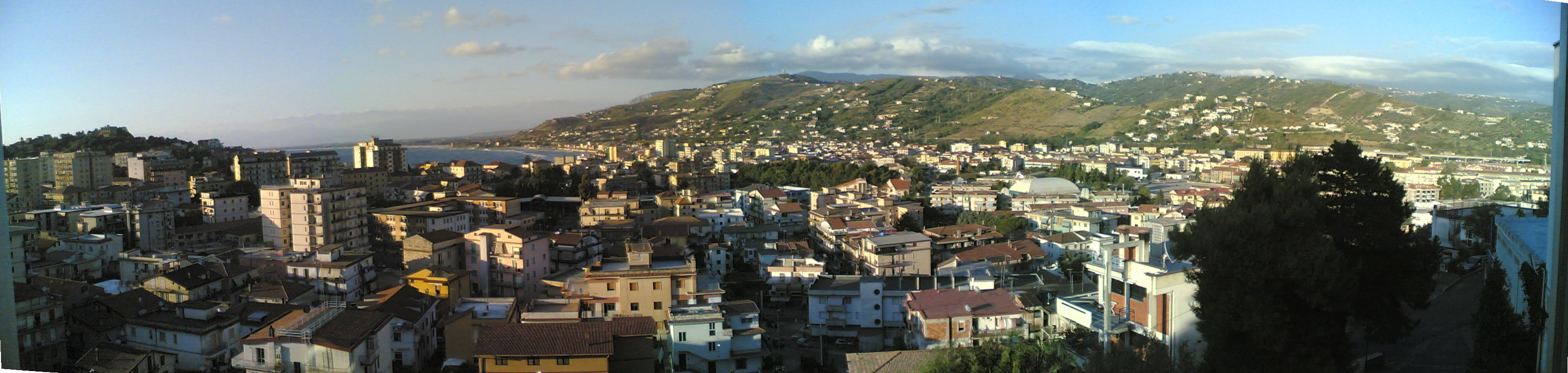

## Демографія
Населення за роками:

Станом на 1 січня 2023 року в муніципалітеті офіційно проживало 1327 іноземців з 52 країн, серед них 477 громадян країн Євросоюзу та 282 громадяни України.

## Сусідні муніципалітети
- Капаччо-Паестум
- Кастеллабате
- Чичерале
- Лауреана-Чиленто
- Ольястро-Чиленто
- Приньяно-Чиленто
- Торк'яра

## Цікаво
Найдорожча у світі піца продається в місті Агрополі[джерело?] за 8300 євро. На будинок до клієнта приїжджають два кухарі і готують піцу (усе, крім основи) у нього на очах. До начинки входить ікра тунця, лангусти, омара, моцарелла буффало, червоний лангуст, креветки і омар. Все це заливається коньяком Louis XIII Remy Martin. Навіть сіль у піці непроста - австралійська рожева "Murray River"